# Seznam divizij Iraške kopenske vojske
Seznam divizij Iraške kopenske vojske.

## Motorizirane
- 1. motorizirana divizija (Irak)
- 3. motorizirana divizija (Irak)
- 4. motorizirana divizija (Irak)
- 5. motorizirana divizija (Irak)
- 6. motorizirana divizija (Irak)
- 10. motorizirana divizija (Irak)
- 14. motorizirana divizija (Irak)

## Pehotne
- 7. pehotna divizija (Irak)
- 11. pehotna divizija (Irak)
- 12. pehotna divizija (Irak)

## Oklepne
- 9. oklepna divizija (Irak)

## Gorske
- 15. gorska divizija (Irak)
- 16. gorska divizija (Irak)

## Komando
- 8. komando divizija (Irak)
- 17. komando divizija (Irak)

## Splošne
- 18. divizija (Irak)